# A bölcsesség könyve
A Bölcsesség könyve, a Biblia görög kézirataiban „Salamon bölcsességei” a deuterokanonikus könyvek egyike.

## A szerzője
A szerző egyszer sem nevezi meg Salamon zsidó királyt, de alakját pontosan leírja. Egyes szám első személyben ír, mint a király.
A szerző görög nyelven beszélő, hitéhez és népéhez hű zsidó. Ez a szerző az Ószövetséget görög nyelven olvasta.

## Keletkezése
A mű görög nyelven íródott. Szófordulatai a görög retorikai alakzatok, filozófiai és erkölcstan szókincséből kölcsönzött szófordulatok eleve kizárják, hogy a munka arámi vagy héber fordítás lenne. Kutatók a keletkezését az i. e. 1. századra datálják

## A könyv tartalma
Három részből áll:
- A bölcsesség útja ellentétes az istentelenekével.
- a bölcsesség mibenléte, a bölcsesség eredete és megszerzésének módja.
- a bölcsesség tettei a történelemben.

## Bölcsességek
- Kerüljétek hát a hasztalan zúgolódást, óvjátok nyelveteket a rágalmazástól, mert a titkos beszéd sem marad büntetlen, s a száj, amely hazudik, megöli a lelket.

## Teológia
A könyvet nem mindegyik keresztény egyház tartja a Biblia részének.

## Külső hivatkozások
- Bibliák>Szent István Társulati Biblia>Bölcsesség könyve